# Буянов, Роман Алексеевич
Рома́н Алексе́евич Буя́нов (21 февраля 1927 — 4 декабря 2020) — советский и российский физикохимик, специалист в области неорганической химии и технологии, технической химии и катализа, член-корреспондент АН СССР (1981).

## Биография
Родился 21 февраля 1927 года в Москве.
В 1950 году окончил инженерно-физико-химический факультет Московского химико-технологического института.
В составе группы учёных Института физических проблем АН СССР участвовал в разработке и проектировании крупного промышленного объекта по выделению дейтерия методом ректификации жидкого водорода, затем был направлен на Чирчикский электрохимический комбинат, где руководил строительством и пуском объекта, в составе которого были построены завод сухого льда, крупная ТЭЦ, цех крепкой азотной кислоты.
После полного завершения строительства и пуска в эксплуатацию всех объектов в 1957 году получил приглашение министра химической промышленности СССР Л. А. Костандова перейти на работу в министерство с перспективой стать его заместителем, но одновременно с этим был приглашён профессором Г. К. Боресковым в аспирантуру на свою кафедру в МХТИ. Выбор был сделан в пользу аспирантуры, где проучился один год.
В 1958 году перешёл на работу в Международный Объединённый институт ядерных исследований, где занимался разработкой и промышленным освоением серийного водородно-гелиевого ожижителя, катализом при низких температурах, созданием сверхпроводящего соленоида и др.
В 1961 году защитил кандидатскую диссертацию и стал заместителем Г. К. Борескова.
С августа 1961 года совмещал три должности: заместителя директора по науке, главного инженера и заведующего лабораторией, и до 1964 года руководил строительством Института.
С 1962 по 1995 годы — заместитель директора Института катализа СО АН СССР (сейчас это — Институт катализа имени Г. К. Борескова СО РАН).
В 1973 году защитил докторскую диссертацию.
В 1976 году присвоено учёное звание профессора.
В 1979 году назначен руководителем Координационного центра стран СЭВ по проблеме «Разработка новых катализаторов и улучшение качества катализаторов, применяемых в промышленности».
В 1981 году избран членом-корреспондентом АН СССР.
С 1984 года — представитель СССР в Совете уполномоченных стран СЭВ по проблеме промышленных катализаторов. По его инициативе и активном участии был подготовлен технический проект строительства специализированной катализаторной фабрики в Томске, где планировалось производство широкого ассортимента эффективных катализаторов, разработанных в социалистических странах, но проект не был реализован в связи с прекращением существования СЭВ в 1990 году.
С 1995 года — советник РАН.
Скончался 4 декабря 2020 года. Похоронен на Южном кладбище Новосибирска.

## Научная деятельность
Проводил исследования в области катализа, физической химии, научных основ приготовления и поведения катализаторов.
Разработал принципиально новую теория кристаллизации малорастворимых гидроксидов и оксидов по «механизму ориентированного наращивания», развил теорию образования полиядерных гидрокомплексов и конденсированных систем на их основе, а также провел исследования, завершившиеся созданием фундаментальной теории магнитного механизма действия катализаторов в низкотемпературной конверсии ядерных спинов ортоводорода в параводород.
Разработчик научной классификации всех возможных причин дезактивации катализаторов, что позволило ему дать определение и очертить границы области науки — «научные основы приготовления и технологии катализаторов».
Разработал катализаторы низкотемпературной конверсии ортоводорода в параводород, что позволило создать промышленное производство жидкого параводорода — ракетного топлива, на котором совершил полет космический корабль «Буран».
Под его руководством защищено 23 кандидатские и 6 докторских диссертаций.
Автор 450 научных публикаций и 110 патентов и авторских свидетельств.

### Общественная деятельность
- руководил Координационным центром и был представителем СССР в Совете уполномоченных стран СЭВ по проблеме промышленных катализаторов
- ответственный редактор журнала «Известия Сибирского отделения. Серия химических наук»
- заместитель главного редактора международного журнала «Химия в интересах устойчивого развития»
- член редколлегии журнала «Катализ в промышленности», ряда научных советов и комиссий[2]

## Основные работы
Книги
- Закоксование катализаторов. — Новосибирск, 1983. — 207 с.
- Три жизни в одной (Я и среда обитания): [воспоминания]. — 2-е изд., доп. — Новосибирск: ИК СО РАН, 2014. — 535 с.

Статьи
- Об универсальности стадийного механизма каталитических реакций // Доклады АН СССР. — 1990. — Т. 315. — № 1. — С. 124—127.
- Механохимия катализаторов // Успехи химии. — 2000. — Т. 69. — № 5. — С. 476—493.
- Образование углеродных нитей при каталитическом разложении углеводородов // Успехи химии. 2000. — Т. 69. — № 7. — С. 675—692.
- Новые катализаторы типа металл-нитевидный углерод: От фундаментальных исследований к технологии // Кинетика и катализ. — 2005. — Т. 46. — № 5. — С. 701—710.[2]

## Награды
- Ленинская премия (в составе группы, за 1960 год) — за работы в области химической технологии (за разработку и промышленное освоение технологии получения дейтерия методом ректификации жидкого водорода)[3]
- Орден Октябрьской Революции (1987)[3]
- Орден Трудового Красного Знамени (1967) — за участие в создании Сибирского отделения АН СССР и развитие науки в Сибири[3]
- Орден Трудового Красного Знамени (1982)[3]
- Медаль ордена «За заслуги перед Отечеством» II степени (2007)[6]
- Заслуженный деятель науки РСФСР (1977)[3]